# YouGov
YouGov je britská mezinárodní společnost, zabývající se výzkumem veřejného mínění a analýzou dat, založená roku 2000. Společnost má sídlo ve Spojeném království, ale její aktivity jsou globální – pomocí panelu více než 11 milionů registrovaných členů provádí sběr dat v celé Evropě, v Severní i Jižní Americe, na Středním východě (v širším pojetí, tedy včetně severní Afriky), v Indii a v regionu Asia Pacific, který zahrnuje Dálný východ a Austrálii, a je tak jednou z největších světových výzkumných sítí.

## Metodologie
YouGov se specializuje na výzkum veřejného mínění a názorů pomocí sběru dat online. Její metodologie zahrnuje sběr odpovědí od přizvané skupiny uživatelů internetu a následné vážení těchto odpovědí pomocí demografických informací. Vzhledem k tomu, že online metody YouGov nevyužívají žádnou terénní sílu, jsou jejich náklady nižší než u některých osobních nebo telefonických metod. 